# Manfred Gwinner
Manfred Paul Gwinner (* 24. Juni 1926 in Stuttgart; † 26. August 1991 in St. Moritz) war ein deutscher Geologe, der sich insbesondere mit der Regionalgeologie von Baden-Württemberg befasste.

## Leben
Manfred Gwinner studierte an der Universität Stuttgart, wo er 1951 bei Eberhard Ostendorff promoviert wurde. 1961 habilitierte er sich in Stuttgart (Die Geologie der Weißen Jura der Albhochfläche). Er wurde 1974 Professor an der Universität Stuttgart als Nachfolger des verstorbenen Hans Georg Wunderlich. 1989 emeritierte er.
Gwinner schrieb ein Lehrbuch über die regionale Geologie von Baden-Württemberg (mit seinem Stuttgarter Kollegen Otto Franz Geyer (1924–2002), zuerst erschienen 1964) und die Geologie der Alpen (1971) sowie Geologische Führer über die Schwäbische Alb. Ein Schwerpunkt seiner Arbeit war die Fein-Stratigraphie des Muschelkalks in Schwaben.
Er war Vorsitzender des Oberrheinischen Geologischen Vereins.

## Schriften
- mit Otto F. Geyer: Die Schwäbische Jura (= Sammlung Geologischer Führer. 40). Borntraeger, Berlin u. a. 1962, (Überarbeitet: Die Schwäbische Alb und ihr Vorland (= Sammlung Geologischer Führer. 67). 3., verbesserte Auflage. Borntraeger, Berlin u. a. 1984, ISBN 3-443-15041-1).
- mit Otto Franz Geyer: Einführung in die Geologie von Baden-Württemberg. Schweizerbart, Stuttgart 1964, (Mehrere Auflagen).
- Geometrische Grundlagen der Geologie. Schweizerbart, Stuttgart 1965.
- Geologie der Alpen. Stratigraphie, Paläogeographie, Tektonik. Schweizerbart Stuttgart 1971, ISBN 3-510-65015-8 (2. Auflage. ebenda 1978, ISBN 3-510-65315-7).
- mit Gerhard H. Bachmann: Nordwürttemberg. Stromberg, Heilbronn, Löwensteiner Berge, Schwäb. Hall (= Sammlung Geologischer Führer. 54). Borntraeger, Berlin u. a. 1971, ISBN 3-443-15008-X (2., unveränderte Auflage. ebenda 1979).
- mit Knut Hinkelbein: Stuttgart und Umgebung (= Sammlung Geologischer Führer. 61). Borntraeger, Berlin u. a. 1976, ISBN 3-443-15017-9.
- Einführung in die Geologie. Wissenschaftliche Buchgesellschaft, Darmstadt 1979, ISBN 3-534-07185-9.

Einige Aufsätze: 
- Beitrag zur Entstehung und Paläogeographie des südwestdeutschen Buntsandsteins. In: Jahresberichte und Mitteilungen des Oberrheinischen Geologischen Vereins. Neue Folge Bd. 37, 1955, ISSN 0078-2947, S. 12–28, doi:10.1127/jmogv/37/1955/12.
- Schwammbänke, Riffe und submarines Relief im oberen Weißen Jura der Schwäbischen Alb (Württemberg). In: Geologische Rundschau. Bd. 47, Nr. 1, 1958, S. 402–418, doi:10.1007/BF01802336.
- Geologie des Weißen Jura der Albhochfläche (Württemberg). In: Neues Jahrbuch für Geologie und Paläontologie. Abhandlungen. Bd. 115, Nr. 2, 1962, ISSN 0077-7749, S. 137–221, (Stuttgart, Technische Hochschule, Habilitationsschrift, vom 22. Februar 1961).
- Über die Zertalung der Buntsandstein-Schichtstufe im Schwarzwald. In: Jahresberichte und Mitteilungen des Oberrheinischen Geologischen Vereins. Neue Folge Bd. 47, 1965, S. 97–110, doi:10.1127/jmogv/47/1965/97.
- Paläogeographie und Landschaftsentwicklung im Weißen (Oberen) Jura der Schwäbischen Alb (Baden-Württemberg). In: Geologische Rundschau. Bd. 58, Nr. 1, 1968, S. 32–41, doi:10.1007/BF01820591.
- Revision der lithostratigraphischen Nomenklatur im Oberen Hauptmuschelkalk des nördlichen Baden-Württemberg. In: Neues Jahrbuch für Geologie und Paläontologie. Monatshefte. 1970, ISSN 0028-3630, S. 77–87.
- Profile aus dem oberen Hauptmuschelkalk in der südlichen Umgebung von Heilbronn (Talheim, Hausen a.d.Z. u. Mundelsheim). In: Jahreshefte der Gesellschaft für Naturkunde in Württemberg. Bd. 126, 1971, ISSN 0368-2307, S. 137–141.
- Beobachtungen zur Sedimentation des Stubensandsteins (Mittlerer Keuper, km 4) im nördlichen Baden-Württemberg. In: Zeitschrift der Deutschen Geologischen Gesellschaft. Bd. 122, 1971, ISSN 0012-0189, S. 209–212.
- Profile aus dem Oberen Muschelkalk im Gebiet zwischen Kocher und Bühler (Baden-Württemberg). In: Jahreshefte der Gesellschaft für Naturkunde in Württemberg. Bd. 129, 1974, S. 40–44.
- Geologie der Umgebung von Urach unter besonderer Berücksichtigung des Weißen Juras (Exkursion A am 8. April und Exkursion G am 10. April 1980). In: Jahresberichte und Mitteilungen des Oberrheinischen Geologischen Vereins. Neue Folge Bd. 62, 1980, S. 13–26, doi:10.1127/jmogv/62/1980/13.

Von ihm stammen Geologische Karten 1:25.000 von Neresheim, Bad Urach, Munderkingen.